# Ennomos
Ennomos là một chi bướm đêm thuộc họ Geometridae.

## Các loài
- Ennomos alniarius – Canary-Shouldered Thorn (Linnaeus, 1758)
- Ennomos autumnarius – Large Thorn (Werneburg, 1859)
- Ennomos effractaria (Freyer, 1842)
- Ennomos erosarius – tháng 9 Thorn (Denis & Schiffermüller, 1775)
- Ennomos fraxineti Wiltshire, 1947
- Ennomos fuscantarius – Dusky Thorn (Haworth, 1809)
- Ennomos infidelis Prout, 1929
- Ennomos magnaria Guenée, 1857
- Ennomos quercaria (Hübner, 1813)
- Ennomos quercinarius (Hufnagel, 1767)
- Ennomos subsignaria (Hübner, 1823)